# 유니셈
유니셈(unisem)은 대한민국의 반도체 스크러버와 칠러 기업이다.	본사는 경기도 화성시 장지남길 10-7에 위치해 있으며 대표이사는 김형균,이양구(각자대표)이다. 스크러버는 반도체/디스플레이 제조 공정에서 발생하는 유해가스를 정화하며 칠러는 반도체 공정 온도를 조절한다주요 고객사는 삼성전자이고 SK 하이닉스 외 주요 디스플레이 업체도 거래를 하고 있다

## 역사
1988년 김형균 대표이사 대주주가 유니온산업을 설립하였다. 2000년 2월 현재의 상호로 변경하였다.

## 상장
1999년 12월 10일에 상장되었다.

## 같이 보기
- 반도체

## 참고 문헌
1. ↑  이동주, SK증권 리서치센터-유니셈, 2024-04-16
2. ↑  한국IR협의회 기술분석보고서-유니셈, 2024.05.23.[깨진 링크(과거 내용 찾기)]
3. ↑  하나증권 기업분석보고서-유니셈, 2024년 6월 28일
4. ↑  이동주, SK증권 기업분석보고서-유니셈, 2023-04-18